# Saturargues
Saturargues település Franciaországban, Hérault megyében. Lakosainak száma 1021 fő (2022. január 1.). Saturargues Lunel, Lunel-Viel, Saint-Sériès, Villetelle és Entre-Vignes községekkel határos.

## Népesség
A település népessége az elmúlt években az alábbi módon változott:
| Lakosok száma | 253  | 291  | 461  | 803  | 914  | 935  | 971  | 1011 | 1022 | 1021 |
|               | 1968 | 1982 | 1990 | 2006 | 2013 | 2015 | 2017 | 2019 | 2020 | 2022 |